# BKK Herkules
Die BKK Herkules ist eine deutsche Krankenkasse aus der Gruppe der Betriebskrankenkassen und als solche Träger der gesetzlichen Krankenversicherung. Sie hat ihren Sitz in Kassel und ist für Bayern, Hessen und Niedersachsen geöffnet.

## Geschichte
Im Jahr 1884 wurde in Deutschland die gesetzliche Krankenversicherung eingeführt. 1888 wurde die BKK Herkules als BKK Wegmann & Co. von Wegmann & Co. in Kassel gegründet.
In ihrem Gründungsjahr waren 520 Menschen in der BKK Wegmann versichert; der Beitrag lag damals bei 3 % des Lohnes. Nach und nach wurden immer mehr Leistungen in die Satzung aufgenommen. Bereits vor 1930 wurden z. B. Behandlungskosten für Familienangehörige ohne zusätzlich zu leistenden Beitrag übernommen, was einen erheblichen sozialen Fortschritt bedeutete (Familienversicherung).
Im Mai 1945 waren 336 Menschen bei der BKK Wegmann versichert, der Beitragssatz betrug 4,5 % des Lohnes. Im Gegensatz zu heute, wurden damals zwei Drittel der Beiträge zur Krankenversicherung von den Mitgliedern und ein Drittel vom Arbeitgeber übernommen. Ende 1945 waren 615 Personen versichert.
2001 firmierte die BKK Wegmann zu BKK Herkules um und ist seither eine für Bayern, Hessen und Niedersachsen (Wohn- oder Beschäftigungsort) geöffnete Betriebskrankenkasse.

## Beitragssätze
Seit dem 1. November 2024 beträgt der Beitragssatz der BKK Herkules 14,6 Prozent zuzüglich 2,39 Prozent Zusatzbeitrag.